# Jorge Luis Wagner
Jorge Luis Wagner (ur. 19 stycznia 1967 w Guaminí) – argentyński duchowny katolicki, biskup Comodoro Rivadavia od 2024.

## Życiorys
Święcenia kapłańskie przyjął 2 września 1993 i został inkardynowany do archidiecezji Bahía Blanca. Był m.in. delegatem biskupim ds. duszpasterstwa młodzieży oraz ds. katechezy, a także wikariuszem generalnym archidiecezji i kanclerzem kurii.
24 września 2019 papież Franciszek mianował go biskupem pomocniczym diecezji Bahía Blanca oraz biskupem tytularnym Gergis. Sakry udzielił mu 16 listopada 2019 arcybiskup Carlos Azpíroz Costa.
22 lutego 2024 został mianowany biskupem diecezjalnym Comodoro Rivadavia.